# Porculus grossus
Porculus grossus es una especie de coleóptero de la familia Ciidae.

## Distribución geográfica
Habita en México y Brasil.